# Bacanos
Los Bacanos es una agrupación venezolana formada en la ciudad de Maracaibo en 1998. El nombre de Bacano de la banda, en su país de origen significa "Magnífico", la palabra es de origen colombiano. Inicialmente tocaban instrumentos de vallenato cómo, la caja vallenata, la guacharaca y el acordeón diatónico. A medida que pasaba el tiempo empezaron a incorporarse otros nuevos integrantes, lo que les llevó a incursionar a tocar otros instrumentos que les permitirían aflorar un ritmo bastante sui generis. Esta agrupación ha cosechado muchos éxitos en su carrera musical gracias a sus fanáticos. Pues esos momentos estaban dedicados una gira promocional, estrenado el tema musical titulado "Baila Pa' Mi" teniendo éxito primero en su natal Venezuela, ya que este sencillo fue promocionado en países como Colombia, Ecuador y Perú en lo cual se dieron a conocer a nivel internacional.

## Historia
Los Bacanos es un grupo venezolano formado en la ciudad de Maracaibo en 1998.

## Integrantes
- Oscar Bozo R.  (Taco)	Director general / Voz
- Jainel Leal Road Mánager
- Tomas Font	        Director Musical / Bajo / Timbales / Congas
- Carlos Parra Piano / coros
- Ramón Bermúdez	Voz
- Delfín Valbuena	Voz
- Roberto De Las Salas  Voz
- Leonardo Valero	Voz
- José Luis Perozo	Guira
- Orlando Simancas	Acordeón
- Guillermo Ugas	Batería
- Franklin Carrero	Guitarra
- Evaristo Gutiérrez 	Timbales/Congas
- José Ignacio Voz
- el cai en la casa

- Omar Acedo

## Álbumes

### 2003
Álbum: Sueños Bacanos
Canciones de este álbum:
- Sin Querer
- No soy sin Ser de Ti
- Envoltura de Mujer
- La Chica Bacana
- A Media Luz
- Así es Nuestro Amor
- La Ventana de tu Ayer
- La Reina
- La Creciente
- Anibal Mix
- Mis Ganas de Ti
- Vallenato Bacano
- Sin Querer (Guitarra Eléctrica)

### 2006
Álbum: Baila Pa Mi
Canciones de este álbum:
- Baila Pa Mi
- Enamorado De Ti
- Corazón
- De Un Solo Golpe
- Reina Consentida
- Cada Momento A Tu Lado
- Te Voy A Querer
- Traicionera
- Me Enamorao
- Ella Es Un Ángel
- No Importa Si Es Blanca O Azul
- Se Fue
- Te Doy Mi Amor

### 2008
Álbum: Solo Contigo
Canciones de este álbum:
- Lluvia de Besos
- Alguien
- Para seguir viviendo
- Se me Quedó
- Pintar de Colores
- Dame
- Que Cosas
- Solo Contigo
- Ella
- Vuelve
- Amaneciendo

## Sencillos
- Te doy mi amor
- No soy sin ser de ti
- Sin Querer
- Te Mueres por mi
- Como tu
- Fallaste
- Cada Momento
- Tu sonrisa